# Vlaamse Rode Lijst (dagvlinders)
De huidige Vlaamse Rode Lijst (dagvlinders) is gepubliceerd in 2011 en vervangt de vorige uit 1999. Zij bevat van de uit Vlaanderen bekende dagvlinders hoe het met het voorkomen is gesteld. Bij het vaststellen van de bedreigingscategorieën zijn de criteria van de IUCN toegepast. Hieruit is onderstaande indeling voortgekomen.

## Regionaal uitgestorven (Regionally Extinct)
- Bosparelmoervlinder (Melitaea athalia)
- Bosrandparelmoervlinder (Argynnis adippe)
- Bretons spikkeldikkopje (Pyrgus armoricanus)
- Dambordje (Melanargia galathea)
- Duinparelmoervlinder (Argynnis niobe)
- Groot geaderd witje (Aporia crataegi)
- Grote ijsvogelvlinder (Limenitis populi)
- Grote parelmoervlinder (Argynnis aglaja)
- Kleine heivlinder (Hipparchia statilinus)
- Moerasparelmoervlinder (Euphydryas aurinia)
- Pimpernelblauwtje (Phengaris teleius)
- Spiegeldikkopje (Heteropterus morpheus)
- Vals heideblauwtje (Plebejus idas)
- Veenhooibeestje (Coenonympha tullia)
- Verborgen boswitje (Leptidea reali)
- Woudparelmoervlinder (Melitaea diamina)
- Zilveren maan (Boloria selene)
- Zilverstreephooibeestje (Coenonympha hero)
- Zilvervlek (Boloria euphrosyne)

## Ernstig bedreigd (Critically Endangered)
- Aardbeivlinder (Pyrgus malvae)
- Bruine eikenpage (Satyrium ilicis)
- Gentiaanblauwtje (Phengaris alcon)
- Grote vos (Nymphalis polychloros)
- Rouwmantel (Nymphalis antiopa)
- Veldparelmoervlinder (Melitaea cinxia)

## Bedreigd (Endangered)
- Argusvlinder (Lasiommata megera)
- Grote weerschijnvlinder (Apatura iris)
- Heideblauwtje (Plebejus argus)
- Heivlinder (Hipparchia semele)
- Kommavlinder (Hesperia comma)

## Kwetsbaar (Vulnerable)
- Bruin dikkopje (Erynnis tages)
- Bruine vuurvlinder (Lycaena tityrus)
- Geelsprietdikkopje (Thymelicus sylvestris)
- Groentje (Callophrys rubi)
- Iepenpage (Satyrium w-album)
- Klaverblauwtje (Cyaniris semiargus)
- Zwartsprietdikkopje (Thymelicus lineola)

## Bijna in gevaar (Near Threatened)
- Bont dikkopje (Carterocephalus palaemon)
- Boswitje (Leptidea sinapis)
- Citroenvlinder (Gonepteryx rhamni)
- Dwergblauwtje (Cupido minimus)
- Kleine ijsvogelvlinder (Limenitis camilla)
- Kleine parelmoervlinder (Issoria lathonia)
- Kleine vos (Aglais urticae)

## Momenteel niet bedreigd (Least Concern)
- Atalanta (Vanessa atalanta)
- Bont zandoogje (Pararge aegeria)
- Boomblauwtje (Celastrina argiolus)
- Bruin blauwtje (Aricia agestis)
- Bruin zandoogje (Maniola jurtina)
- Dagpauwoog (Aglais io)
- Distelvlinder (Vanessa cardui)
- Eikenpage (Favonius quercus)
- Gehakkelde aurelia (Polygonia c-album)
- Gele luzernevlinder (Colias hyale)
- Groot dikkopje (Ochlodes sylvanus)
- Groot koolwitje (Pieris brassicae)
- Hooibeestje (Coenonympha pamphilus)
- Icarusblauwtje (Polyommatus icarus)
- Kaasjeskruiddikkopje (Carcharodus alceae)
- Keizersmantel (Argynnis paphia)
- Klein geaderd witje (Pieris napi)
- Klein koolwitje (Pieris rapae)
- Kleine vuurvlinder (Lycaena phlaeas)
- Koevinkje (Aphantopus hyperantus)
- Koninginnenpage (Papilio machaon)
- Landkaartje (Araschnia levana)
- Oranje luzernevlinder (Colias crocea)
- Oranje zandoogje (Pyronia tithonus)
- Oranjetipje (Anthocharis cardamines)
- Sleedoornpage (Thecla betulae)